# Alexandra Bogojevic
Alexandra Bogojević (auch bekannt als Sascha Bogojevic, * 16. September 1951 in München) ist eine deutsche Schauspielerin. 

## Leben
Bogojević war während der Welle der Report-Filme als Darstellerin in Softsexfilmkomödien bekannt. Ab der 1980er Jahre setzte sie ihre Karriere in Fernsehfilmen und Fernsehserien fort. 1998 beendete sie ihre Schauspielerkarriere.
Bogojević war zu Anfang der 1980er Jahre einige Jahre mit dem Schauspieler Reiner Schöne verheiratet.

## Filmografie
- 1969: Engelchen macht weiter – hoppe, hoppe Reiter
- 1969: Le 10 meraviglie dell’amore
- 1969: Eros-Center Hamburg
- 1971: Paragraph 218 – Wir haben abgetrieben, Herr Staatsanwalt
- 1971: Schüler-Report
- 1972: Die Moral der Ruth Halbfass
- 1972: Privatdetektiv Frank Kross (eine Folge)
- 1972: Hochzeitsnacht-Report
- 1973: Schlüsselloch-Report
- 1973: Matratzen-Tango
- 1973: Auch Ninotschka zieht ihr Höschen aus
- 1973: Der Ostfriesen-Report
- 1973: Geheimtechniken der Sexualität
- 1974: Zwei Rebläuse auf dem Weg zur Loreley
- 1974: Die Rache der Ostfriesen
- 1975: Mei Hos’ ist in Heidelberg geblieben
- 1976: Salon Kitty
- 1976: Schulmädchen-Report. 10. Teil: Irgendwann fängt jede an
- 1977: Schulmädchen-Report. 11. Teil: Probieren geht über Studieren
- 1977: Halbe-Halbe
- 1978: Leidenschaftliche Blümchen
- 1978: Zwei Kumpel in Tirol
- 1981: Die Momskys oder Nie wieder Sauerkraut
- 1981: Der Aufsteiger
- 1981: Onkel & Co (eine Folge)
- 1981: Der Spot oder Fast eine Karriere
- 1983: Datenpanne – Das kann uns nicht passieren
- 1983: Dalli Dalli (eine Folge)
- 1985: Sterne fallen nicht vom Himmel
- 1989: Der Bastard (drei Folgen)
- 1989: Sturm im Wasserglas
- 1992: Lilli Lottofee (eine Folge)
- 1994: Der Fahnder (eine Folge)
- 1998: Anwalt Abel (eine Folge)